# Chiesa di San Silvestro Papa (Conegliano)
La chiesa di San Silvestro Papa è la parrocchiale di Costa, frazione di Conegliano, in provincia di Treviso e diocesi di Vittorio Veneto; fa parte della forania di Conegliano

## Storia
Originariamente Costa ricadeva nella giurisdizione della pieve di San Leonardo di Conegliano, dalla quale si affrancò forse verso la fine del XV secolo o nel 1506. La primitiva chiesa era stata costruita probabilmente intorno al 1450, se non prima. L'attuale parrocchiale è frutto di un rifacimento di quella vecchia e fu consacrata nel 1853 dal vescovo di Ceneda Manfredo Giovanni Battista Bellati. In seguito, l'edificio venne ampliato costruendo le due navatelle laterali.

## Interno
Opere di pregio custodite all'interno della chiesa sono due pale raffiguranti una l'Incoronazione della Madonna e i santi Benedetto e Romualdo, dipinta nel 1770 da Giovanni Battista Lazzarini e l'altra San Giovanni Battista tra i santi Antonio da Padova e Osvaldo di Northumbria, che risale al 1630.